# Iphitime sartorae
Iphitime sartorae är en ringmaskart som beskrevs av de Paiva och Nonato 1991. Iphitime sartorae ingår i släktet Iphitime och familjen Dorvilleidae. Inga underarter finns listade i Catalogue of Life.